# Tadeusz Tempka

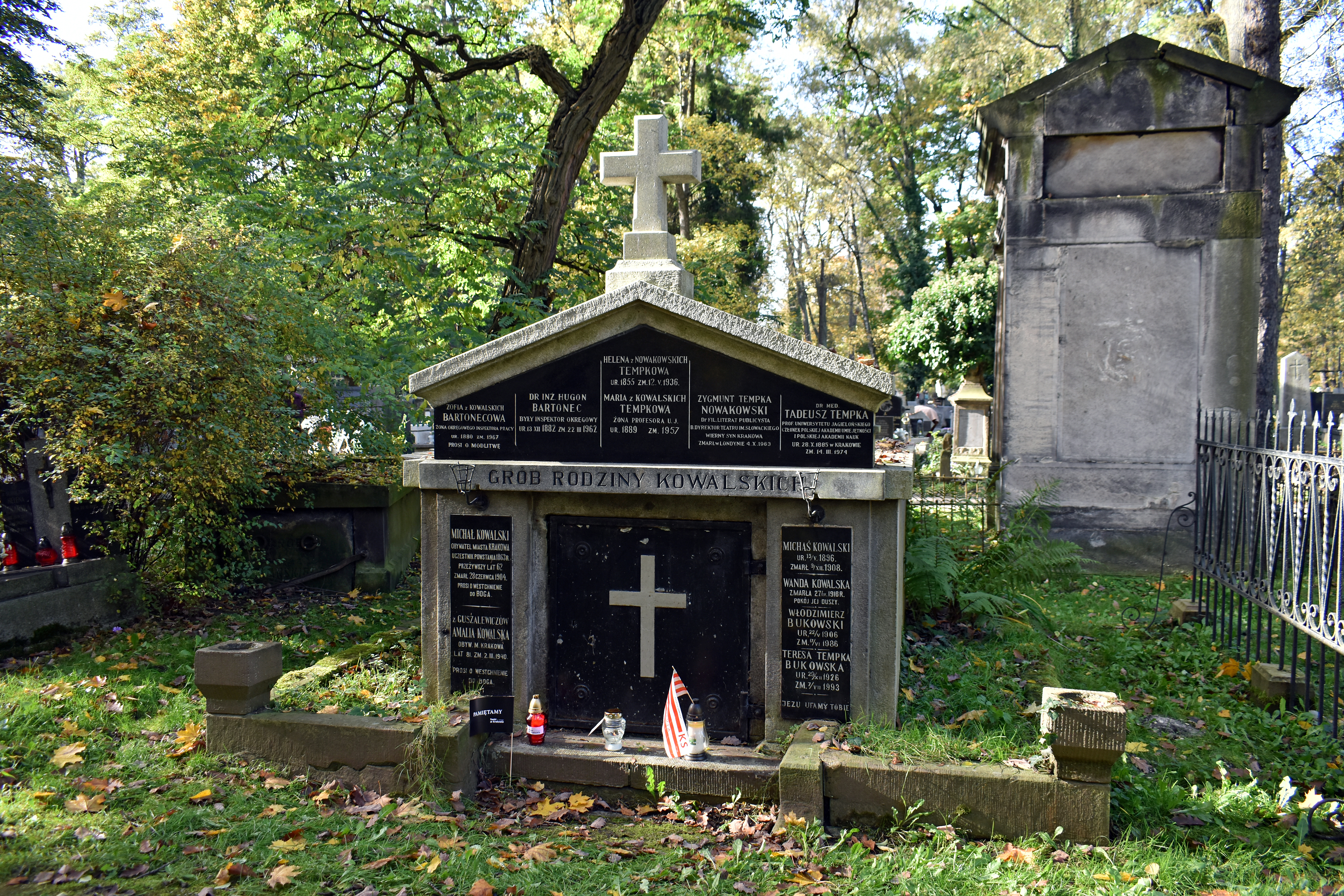
Cmentarz Rakowicki.
Grób Tadeusza Tempki.

Tadeusz Tempka (ur. 15 października 1885 w Krakowie, zm. 14 marca 1974 tamże) – polski lekarz internista i hematolog.

## Życiorys
Tadeusz Józef Michał Tempka urodził się w rodzinie Błażeja (1845–1896), urzędnika, i Heleny z Nowakowskich (1855–1936), nauczycielki. Miał trzech braci i dwie siostry, które zmarły w dzieciństwie. Dwóch spośród braci to: Zygmunt – aktor, reżyser i publicysta oraz Władysław – prawnik, polityk, poseł na Sejm RP. Uczęszczał do Gimnazjum św. Anny w Krakowie, gdzie w 1904 zdał maturę. Następnie studiował medycynę na Wydziale Lekarskim Uniwersytetu Jagiellońskiego. W lutym 1910 uzyskał absolutorium. Studia ukończył cum eximia laude, otrzymując dyplom doktora wszech nauk lekarskich. Od marca do października 1910 pracował jako lekarz uzdrowiskowy w Bad Kissingen, następnie do 1914 jako lekarz Szpitala Św. Łazarza w Krakowie. W czasie I wojny światowej był lekarzem amii austriackiej na froncie włoskim i bałkańskim.
W 1918 powrócił do pracy w szpitalu św. Łazarza, ponadto od 1919 był asystentem w Klinice Lekarskiej UJ. W tym czasie kontynuował pracę naukową i w 1923 habilitował się obejmując następnie stanowisko docenta w II Klinice Chorób Wewnętrznych. W 1928 uzyskał tytuł profesora nadzwyczajnego i został kierownikiem I Kliniki Chorób Wewnętrznych Wydziału Lekarskiego UJ. W roku akademickim 1937–1938 pełnił funkcję dziekana Wydziału Lekarskiego UJ. W 1939 Rada Wydziału Lekarskiego zgłosiła kandydaturę Tadeusza Tempki na profesora zwyczajnego.
6 listopada 1939 został aresztowany w ramach Sonderaktion Krakau i trafił do obozu Sachsenhausen. Zwolniony 8 lutego 1940, następnego dnia wrócił do Krakowa. W czasie okupacji pracował jako lekarz m.in. w getcie krakowskim, brał udział w tajnym nauczaniu oraz kontynuował pracę naukową opracowując podręcznik hematologii wydany w 1950 Choroby układu krwionośnego.
W 1947 otrzymał tytuł profesora zwyczajnego, został kierownikiem II Kliniki Chorób Wewnętrznych UJ, a od 1950 Akademii Medycznej. W 1963 przeszedł na emeryturę.
Od 1946 był członkiem Polskiej Akademii Umiejętności, a od 1952 Polskiej Akademii Nauk. W 1949 założył Polskie Towarzystwo Hematologiczne. W latach 1962–1968 pracował jako przewodniczący Rady Naukowej Instytutu Hematologii w Warszawie.
Był twórcą polskiej szkoły hematologicznej i profesorem chorób wewnętrznych na Uniwersytecie Jagiellońskim i Akademii Medycznej w Krakowie. Był pionierem w badaniu cytologicznego szpiku kostnego przy pomocy nakłucia mostka i biopsji śledziony. Zajmował się również niedokrwistością złośliwą. Opisał komórki białaczkowe, określane niekiedy jako komórki Tempki-Browna. Był autorem ok. 70 prac z zakresu balneologii klinicznej. Prowadził badania kliniczne wody Zuber. W latach międzywojennych przewodniczył Polskiemu Towarzystwu Balneologicznemu i redagował pismo „Acta Balneologica Polonica”. Po wojnie przejął obowiązki konsultanta i opiekę naukową nad sanatorium „Lwigród”, a następnie nad Nowym Domem Zdrojowym.
W 1954 otrzymał Nagrodę Państwową I stopnia, w 1970 tytuł doktora honoris causa Akademii Medycznej we Wrocławiu.
Był dwukrotnie żonaty. Po raz pierwszy z Marią z Kowalskich (1889–1957), następnie z Luizą Jakubowicz.
Zmarł w Krakowie, spoczywa w grobie Rodziny Kowalskich na cmentarzu Rakowickim (kwatera PAS 42-wsch-4).

## Ordery i odznaczenia
- Order Sztandaru Pracy I klasy (1970)
- Krzyż Komandorski Orderu Odrodzenia Polski (1956)
- Medal 10-lecia Polski Ludowej (13 stycznia 1955)[7]
- Złota Odznaka „Za Pracę Społeczną dla miasta Krakowa” (27 października 1969)[8]

## Upamiętnienie
Jego imieniem zostało nazwane źródło znane dziś jako szczawa wodorowęglanowo-żelazista „Tadeusz”, która to znakomicie leczy niedokrwistości z niedoboru żelaza.
W 20 rocznicę śmierci prof. Tadusza Tempki, jego uczniowie ufundowali tablicę pamiątkową z płaskorzeźbą autorstwa prof. Bronisława Chromego, którą umieszczono w budynku na ul. Kopernika 15 gdzie mieściła się II Klinika Chorób Wewnętrznych UJ, w której profesor wykładał po II wojnie światowej.
Rada Miasta Krakowa uchwałą Nr CXXVIII/3516/24 z dnia 7 lutego 2024 nadała nazwę Rondo Tadeusza Tempki dla bezimiennego ronda zlokalizowanego w Dzielnicy XII Bieżanów-Prokocim przy skrzyżowaniu ulic: Marii Orwid i Macieja Jakubowskiego.